# Kindred Spirits on the Roof
Okujō no Yurirei-san (traduït a l'anglès Kindred Spirits on the Roof) és una novel·la visual eroge yuri desenvolupada per Liar Soft que fou adaptat a manga i un radioteatre. El videojoc fou publicat a Steam sense censura, cosa que el va convertir el primer videojoc eròtic sense censura publicat a Steam.
La història tracta de dues noies fantasmes unides a l'escola.

## Publicació
El videojoc va sortir a la venda al Japó el 30 de març de 2012. La traducció a l'anglès va sortir el 12 de febrer de 2016 per MangaGamer.
Els dos volums del manga foren publicats per Shinshokan el mateix dia, el 30 d'abril de 2015. El primer tom Side A: Mōhitotsu no Yuritopia fou escrit i dibuixat per Hachi Itō i el segon, Side B: Nakayoshi Quiz, fou escrit per Toi Amatsu i dibuixat per Aya Fumio. La traducció a l'anglès fou publicada el 31 de gener de 2017 en un sol volum per Seven Seas Entertainment.
Una seqüela de quatre parts en forma de radioteatre fou publicat després del videojoc. MangaGamer aconseguí la llicència i els publicà amb subtítols en anglès el 2016.

## Rebuda
A Kotaku rebé una crítica positiva.
A Anime News Network criticaren negativament el manga.